# Calotomus
Calotomus es un género de peces de la familia Scaridae, del orden Perciformes. Este género marino fue descrito por primera vez en 1890 por Charles Henry Gilbert.

## Especies
Especies reconocidas del género:
- Calotomus carolinus (Valenciennes, 1840)
- Calotomus japonicus (Valenciennes, 1840)
- Calotomus spinidens (Quoy & Gaimard, 1824)
- Calotomus viridescens (Rüppell, 1835)
- Calotomus zonarchus (Jenkins, 1903)

### Lectura recomendada
- Eschmeyer, William N., ed. 1998. Catalog of Fishes. Special Publication of the Center for Biodiversity Research and Information, no. 1, vol 1-3. 2905.
- Parenti, Paola, and John E. Randall. 2000. An annotated checklist of the species of the Labroid fish families Labridae and Scaridae. Ichthyological Bulletin of the J. L. B. Smith Institute of Ichthyology, no. 68. 97.